# Basilique Sacré-Cœur de Lutterbach
Pour les articles homonymes, voir Basilique du Sacré-Cœur.
La basilique du Sacré-Cœur de Lutterbach est une Église catholique construite au début du XXe siècle dans la commune de Lutterbach, Haut-Rhin. C'est l'une des quatre basiliques mineures du diocèse de Strasbourg.

## Historique

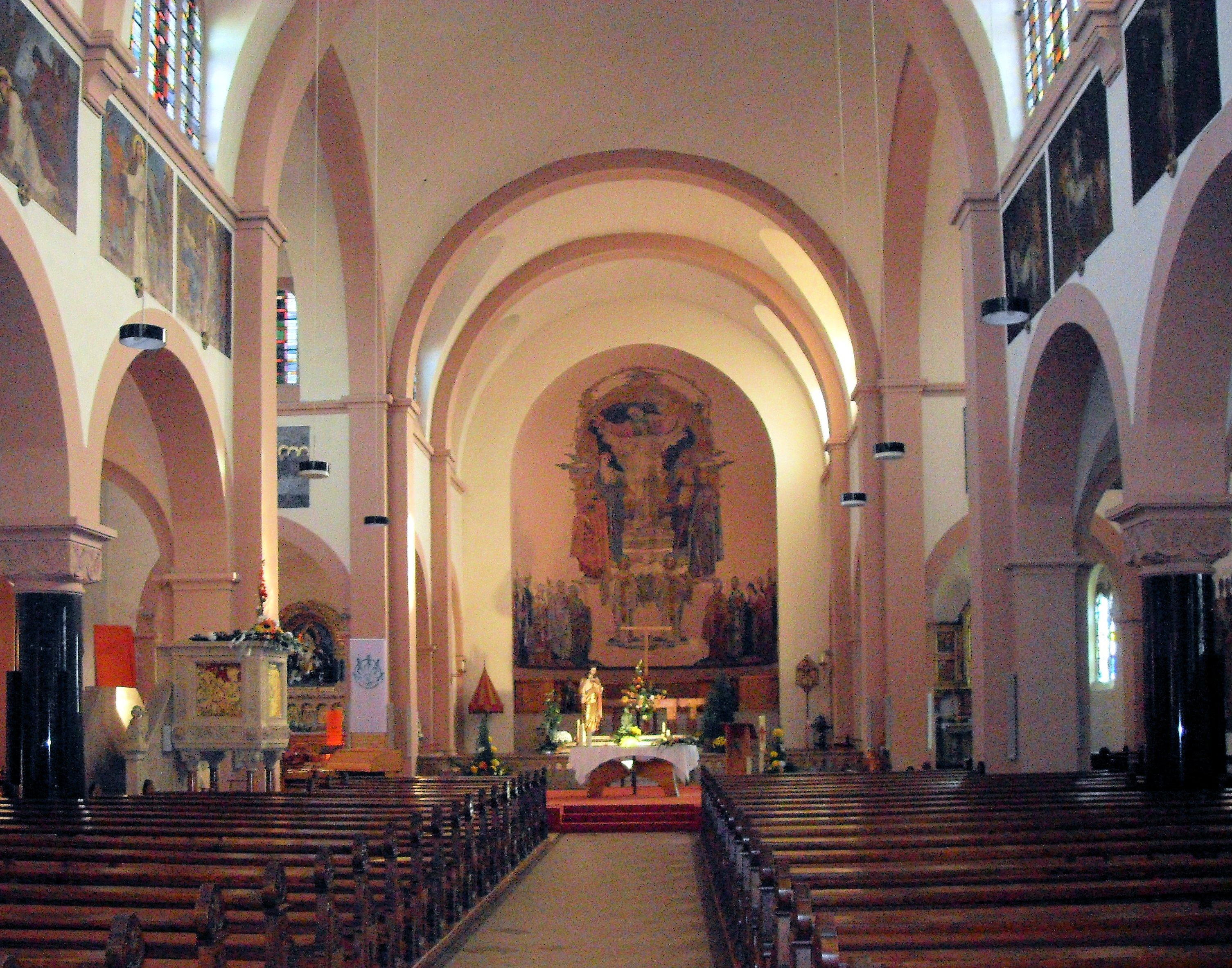
L'intérieur de la basilique.

La première église de Lutterbach était dédiée à saint Martin. Elle est reconstruite à plusieurs reprises, la dernière fois en 1761, dans le style baroque.
Au début du XXe siècle, une reconstruction est nécessaire. Le curé d'alors, le chanoine Ackermann, souhaite faire de la nouvelle construction un lieu de dévotion au Sacré-Cœur, à l'instar du Sacré-Cœur de Montmartre.
Les plans de la nouvelle église sont dressés dans le style néo-roman par l'architecte Hannig de Saverne, qui conçoit un édifice à trois tours, en référence à la sainte Trinité. La première pierre est posée en 1905. L'édifice est solennellement consacré en 1908. Le 13 décembre 1922, le pape Pie XI érige l'église au rang de basilique mineure.
L'édifice sera fortement endommagé lors des bombardements de la Seconde Guerre mondiale. Restauré, il est rouvert au culte en 1953. Cette même année, la basilique est agrégée à Saint-Jean de Latran et elle peut depuis lors accorder des indulgences plénières.

## Aménagements
La riche décoration de style néo-roman d'origine n'existe plus. De nouvelles fresques ont été réalisées par le peintre René Kuder, financées par la vente de la maison natale de l'évêque Jean-Julien Weber, natif de Lutterbach. Une partie de l'ancien mobilier liturgique, issue des ateliers Klem de Colmar, est conservé,. Les vitraux de 1952 proviennent des ateliers de Jacques Le Chevallier.
En 1956, cinq nouvelles cloches sont installées dans la haute tour. Deux ans plus tard, un nouvel orgue de la manufacture Schwenkedel de Strasbourg prend place sur la tribune. La pandémie de Covid-19 a ralenti sa dernière restauration qui s'est étalée ente 2018 et 2021. L'édifice conserve en outre des peintures d'un enfant du village, Jean-Jacques Scherrer.

### Liens Externes
- Basilique Sacré-Cœur de Lutterbach - Communauté de Paroisses Saint-Benoît près d'Œlenberg
- Orgue de Lutterbach, Saint-Cœur de Jésus